# Lolo-Rüstung
Die Lolo-Rüstung ist eine Schutzwaffe aus der chinesischen Provinz Sichuan.

## Beschreibung
Die Lolo-Rüstung besteht in der Regel aus Leder. Der Brustpanzer ist aus mehreren einzelnen Lederplatten gefertigt. Die zwei größten Platten dienen als Brust- und Rückenschutz, die restliche Rüstung besteht aus kleineren Platten, die mit Seilen aus Pflanzenfasern oder Lederbändern untereinander verbunden sind. Am unteren Ende des Brustpanzers sind mehrere untereinander liegende Reifen aus Leder angebracht, die als Schutz für die Oberschenkel dienen. Diese Ringe sind ebenfalls mit Seilen verbunden. Auf den ersten Blick hat die Lolo-Rüstung große Ähnlichkeit mit den Rüstungen der Samurai. Ein Lederhelm gehört zur Ausstattung dazu. Er besitzt einen Nackenschirm und ist in derselben Art gearbeitet wie der Brustpanzer. Die Lederoberfläche ist mit traditionellen Mustern in grellen Farben bemalt.